# José María Morelos y Pavón, Sinaloa
José María Morelos y Pavón är en ort i Mexiko.   Den ligger i kommunen Sinaloa och delstaten Sinaloa, i den västra delen av landet, 1 200 km nordväst om huvudstaden Mexico City. José María Morelos y Pavón ligger 43 meter över havet och antalet invånare är 182.
Terrängen runt José María Morelos y Pavón är platt. Runt José María Morelos y Pavón är det ganska tätbefolkat, med 100 invånare per kvadratkilometer. Närmaste större samhälle är Leyva Solano, 18,3 km söder om José María Morelos y Pavón. Trakten runt José María Morelos y Pavón består till största delen av jordbruksmark.